# Ada Hegerberg
Ada Hegerberg (ur. 10 lipca 1995 w Sunndalsøra, Norwegia) – norweska piłkarka, grająca na pozycji napastnika.

## Kariera piłkarska

### Kariera klubowa
Wychowanka klubu Sunndal Fotball, gdzie szkoliła się razem ze swoją starszą siostrą Andrine. W 2007 roku jej rodzina przeniosła się do Kolbotn, gdzie siostry później dołączyły do klubu Kolbotn IL. W 2010 rozpoczęła karierę piłkarską w barwach Kolbotn. Przed rozpoczęciem sezonu 2012 siostry przeniosły się do Stabæk Fotball Kvinner. W 2013 ona i siostra podpisały kontrakt z niemieckim klubem 1. FFC Turbine Potsdam. 30 czerwca 2014 po wygaśnięciu kontraktu opuściła i wkrótce zasiliła skład francuskiego Olympique Lyon. Pierwsza zdobywczyni Złotej Piłki dla kobiet, wygrała ją w 2018 roku.

### Kariera reprezentacyjna
W 2011 w wieku 15 lat została powołana do juniorskiej reprezentacji Norwegii na Mistrzostwa Europy U-19. W 2012 brała udział w Mistrzostwach Świata U-20. 19 listopada 2011 debiutowała w narodowej reprezentacji Norwegii w meczu z Irlandią Północną.

## Życie osobiste
Od maja 2019 r. jest żoną zawodnika Thomasa Rogne. 31 grudnia 2015 r. poinformowała, że spotyka się z Thomasem.

## Sukcesy

### Klubowe
Stabæk Fotball Kvinner
- Puchar Norwegii: 2012

1. FFC Turbine Potsdam
- Puchar Niemiec w piłce halowej: 2013, 2014

Olympique Lyon
- Mistrzostwo Francji: 2014/15, 2015/16, 2016/17, 2017/18, 2018/19
- Puchar Francji: 2014/15, 2015/16, 2016/17, 2018/19
- Liga Mistrzyń UEFA: 2015/16, 2016/17, 2017/18, 2018/19

### Reprezentacyjne
Norwegia
- Wicemistrzostwo Europy: 2013
- Wicemistrzostwo Europy U-19: 2011
- ćwierćfinał Mistrzostw świata U-20: 2012

### Indywidualne
- Najlepsza młoda piłkarka roku w Norwegii: 2011
- Królowa strzelców ligi francuskiej: 2015/16 (33 goli), 2017/18 (31 goli)
- Królowa strzelców Ligi Mistrzyń UEFA: 2015/16 (13 goli), 2017/18 (15 goli)
- Najlepsza piłkarka roku według UEFA: 2015/16
- Drużyna roku według FIFPro: 2016
- Najlepsza piłkarka roku według BBC: 2017, 2019
- 2. miejsce w plebiscycie na najlepszą piłkarkę roku według UEFA: 2017/18, 2018/19
- 3. miejsce w plebiscycie na najlepszą piłkarkę roku według FIFA: 2018
- Złota Piłka France Football: 2018
- Drużyna roku według IFFHS: 2018, 2019